# Idaea simonsi
Idaea simonsi là một loài bướm đêm trong họ Geometridae.